# Guard Mountain
Der Guard Mountain ist ein 2177 m hoher Berg mit einer Schartenhöhe von 203 m in der kanadischen Provinz British Columbia.

## Geographie
Der Guard Mountain liegt im Garibaldi Provincial Park am Südostufer des Garibaldi Lake und ist Teil der Garibaldi Ranges in den Coast Mountains. Er liegt 70 km nördlich von Vancouver, 4,28 km westsüdwestlich des Mount Carr und 4,63 km südwestlich des  Castle Towers Mountain, des nächsthöheren Berges. Die Abflüsse der Niederschläge vom Berg fließen in den Garibaldi Lake. Das Relief ist so gestaltet, dass der Gipfel 700 m über den See in einem Kilometer Entfernung aufragt.
| Garibaldi Lake | Gentian Peak  | Phyllis's Engine Mount Carr |
| Mount Price    |               | The Sphinx                  |
| The Table      | Glacier Pikes | Deception Peak              |

## Geschichte
Das Toponym des Berges wurde am 4. Oktober 1932 vom Geographical Names Board of Canada offiziell anerkannt.

## Klima
In Bezug auf die Klimaklassifikation nach Köppen und Geiger herrscht am Guard Mountain ein Westseiten-Seeklima. Die meisten Wetterfronten stammen vom Pazifik und bewegen sich ostwärts auf die Coast Mountains zu, wo sie durch die Berge zum  Aufsteigen (Windstau) gezwungen werden, was wiederum dazu führt, dass die enthaltene Feuchtigkeit in Form von Regen oder Schnee abgegeben wird. Im Ergebnis führt das zu hohen Niederschlägen in den Coast Mountains, insbesondere zu starken Schneefällen im Winter. Die Temperaturen können unter −20 °C fallen, unter Berücksichtigung von Windchill-Einfluss unter −30 °C. Dieses Klima nährt den Sphinx Glacier auf der Ostseite des Berges.

## Galerie

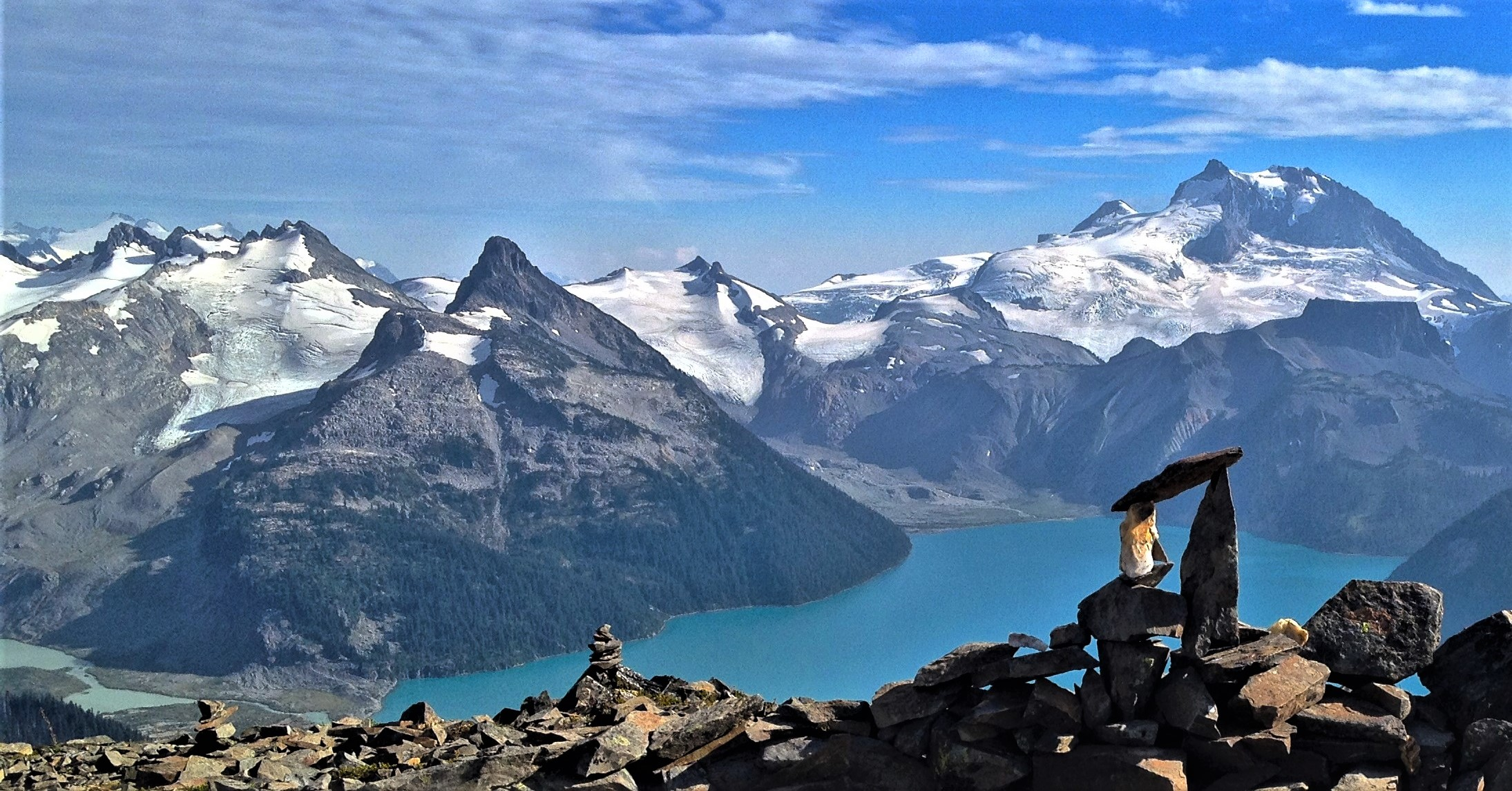
Guard Mountain (links) mit Mount Garibaldi (rechts) von der Panorama Ridge
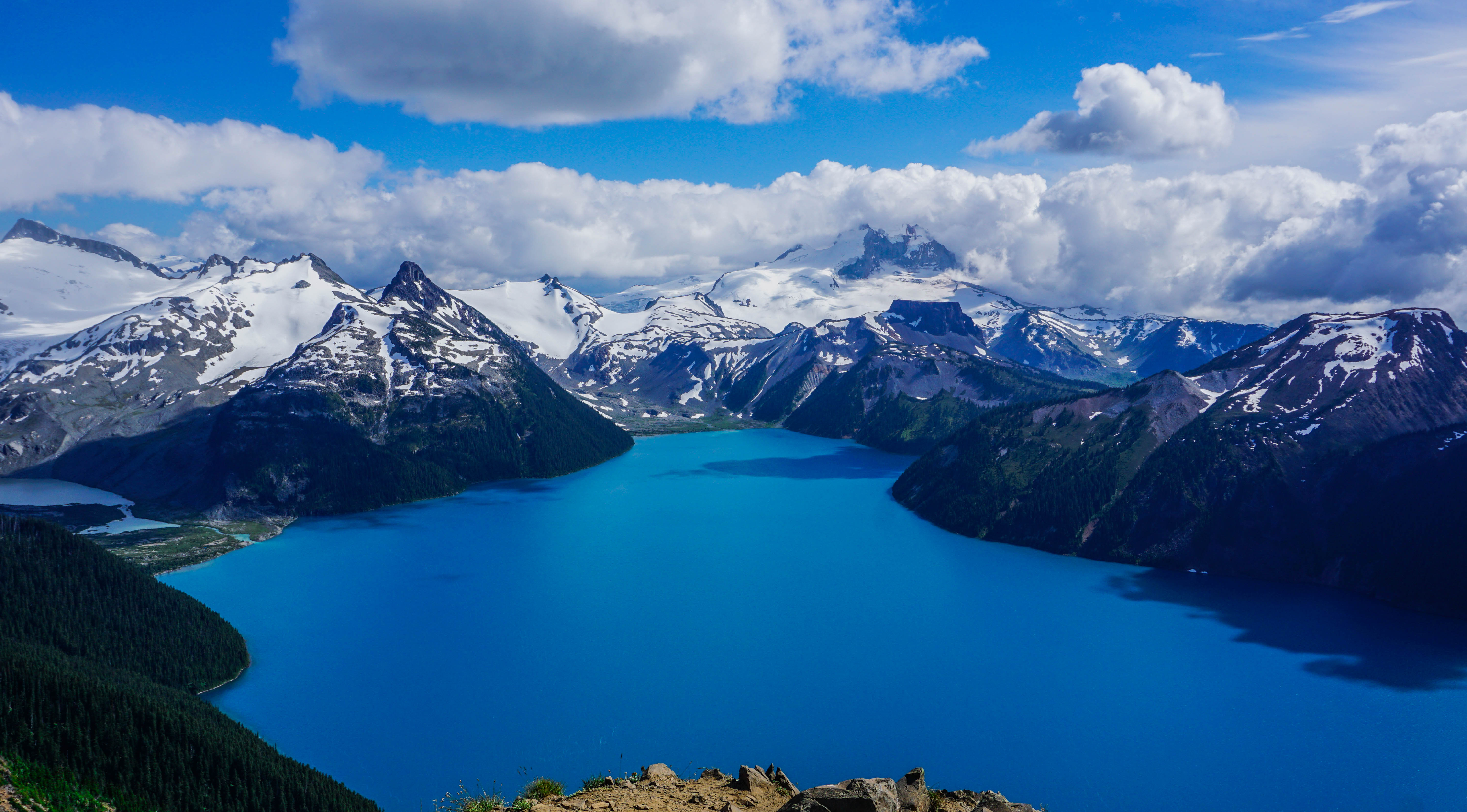
Garibaldi Lake mit Guard Mountain (links der Mitte)
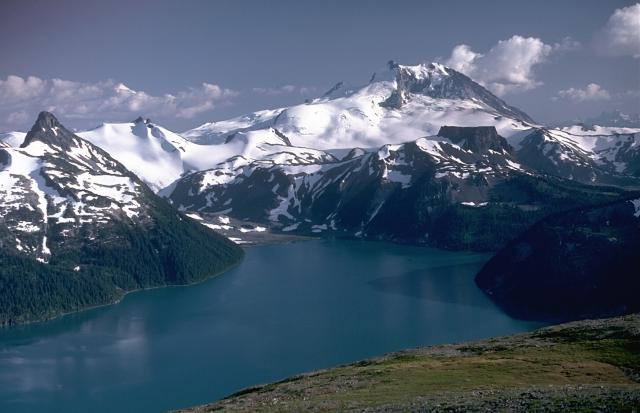
Guard Mountain (links) mit Mount Garibaldi (rechts)
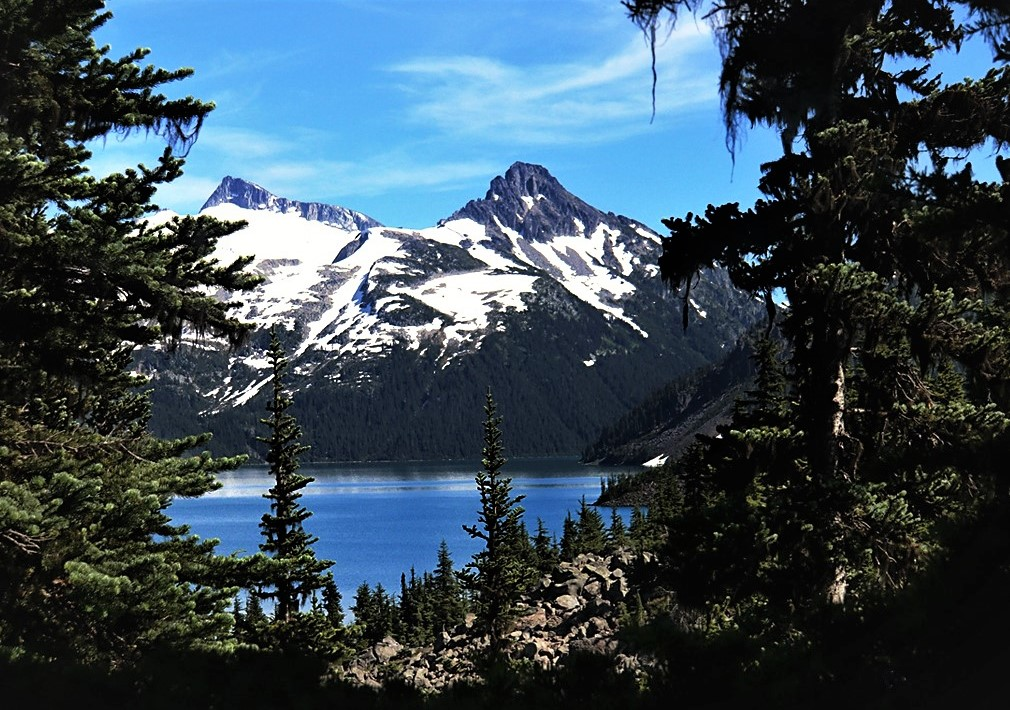
Guard Mountain (Mitte) und The Sphinx (links) mit dem Garibaldi Lake
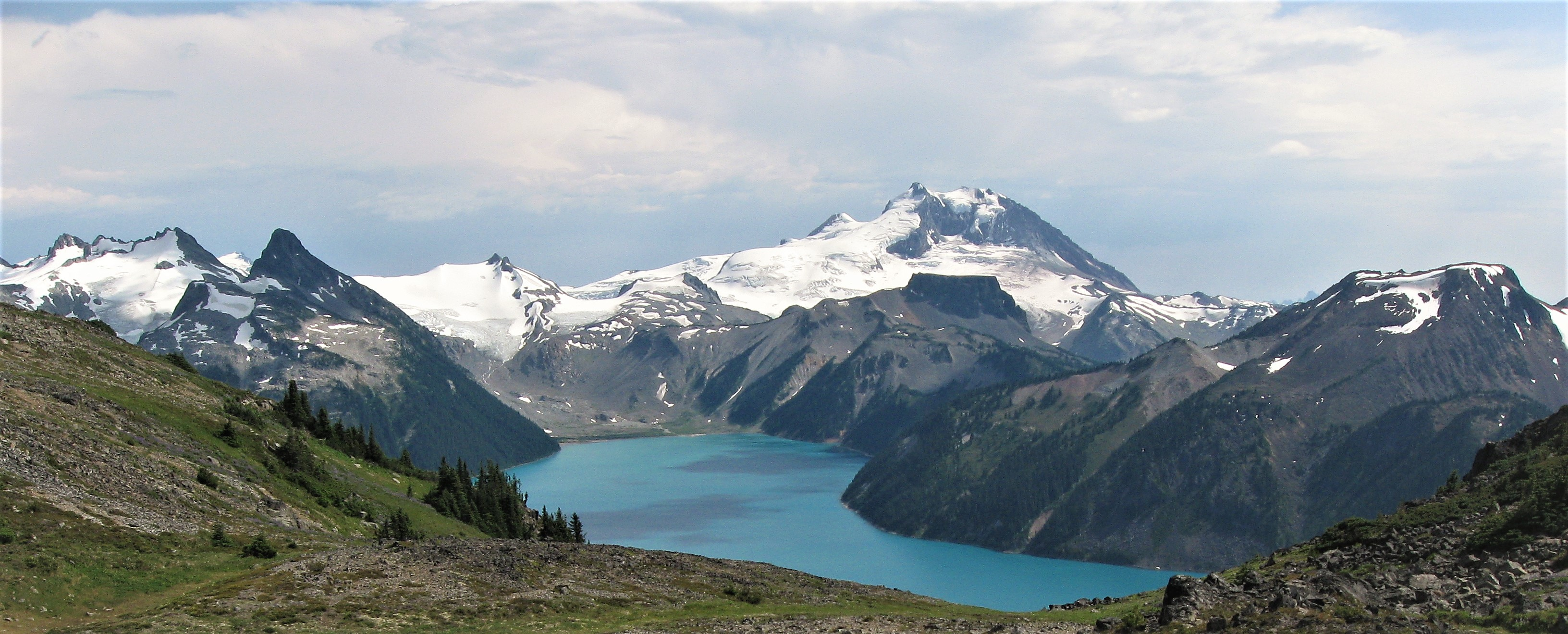
Guard Mountain (links), The Table, Mt. Garibaldi und Mount Price (rechts)  von der Panorama Ridge aus
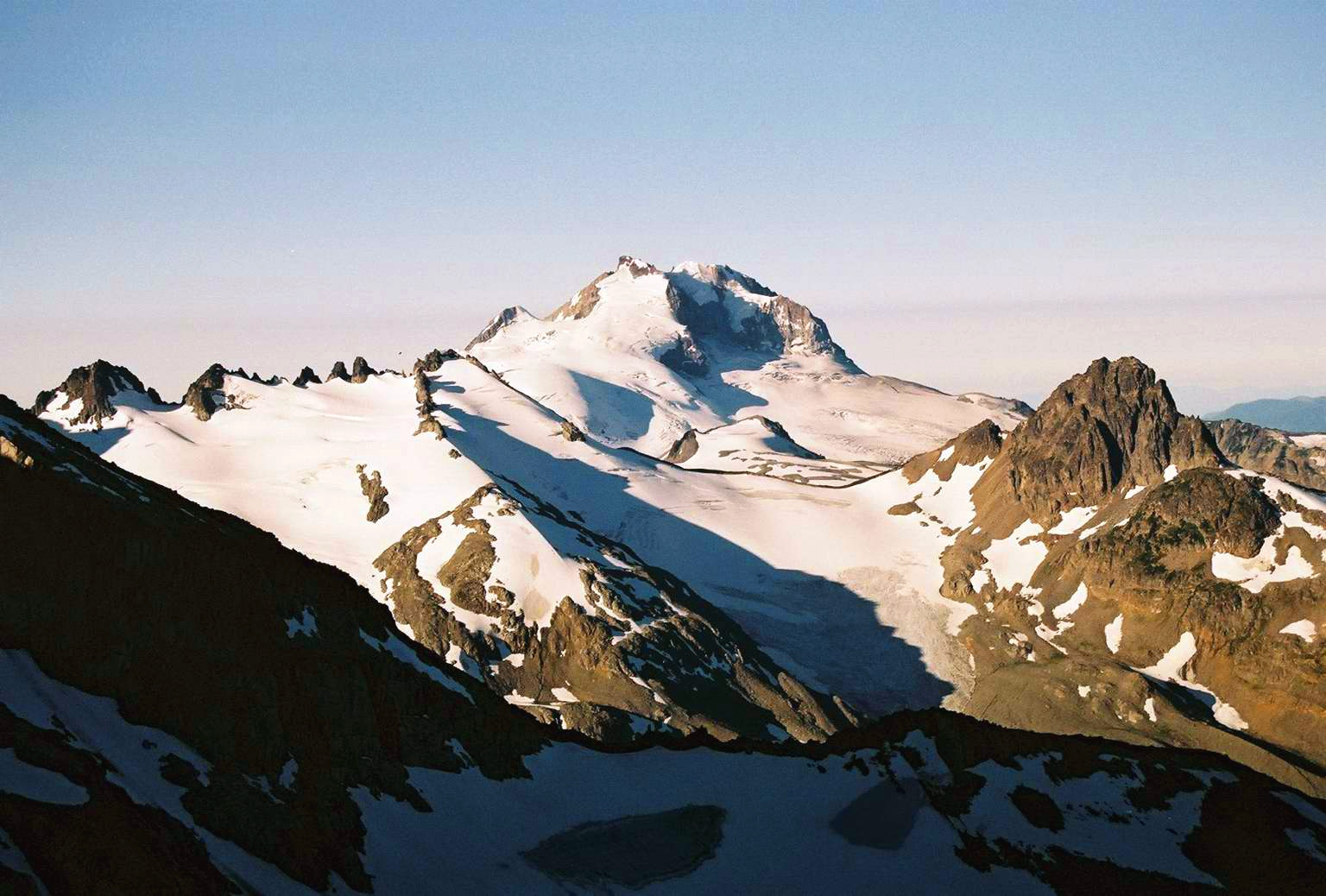
Deception Peak (links), Mt. Garibaldi (Mitte), Guard Mountain (rechts)
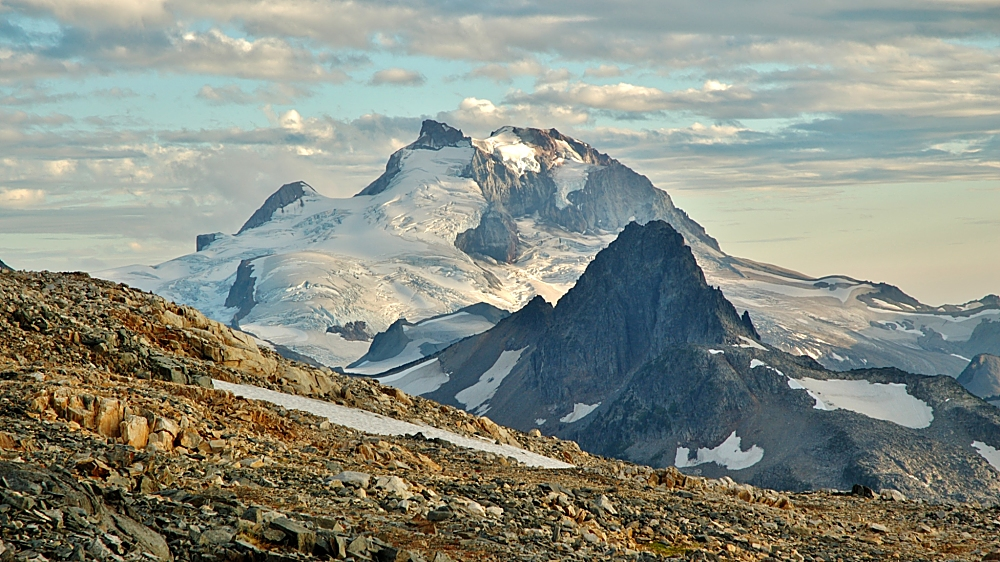
Guard Mountain und Mount Garibaldi
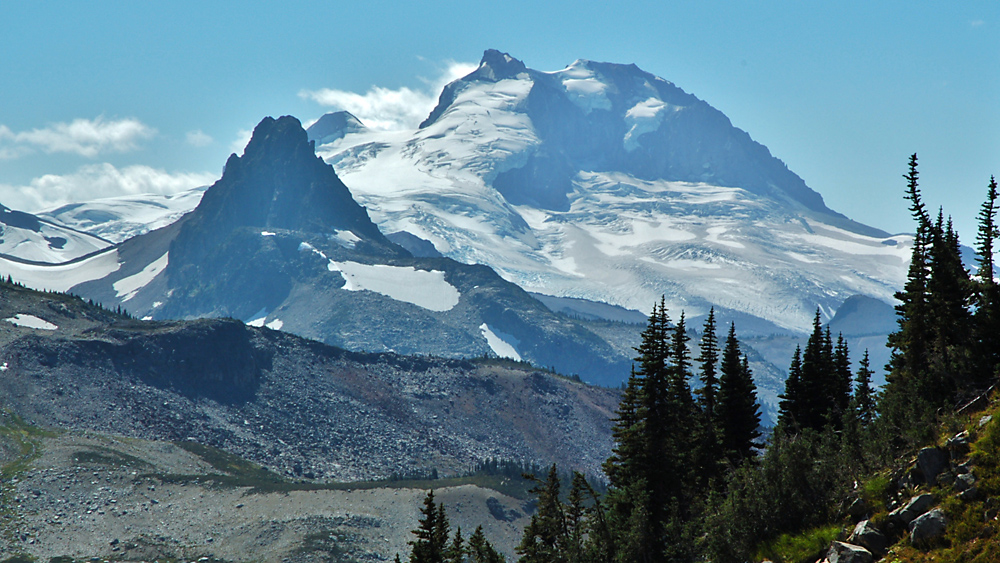
Guard Mountain und Mount Garibaldi